# Ali Forney
Ali He’shun Forney (12 de abril de 1975 – 5 de diciembre de 1997) fue un joven afroamericano gay, que en su identidad transgénero usaba también el nombre Luscious. Fue consejero, asesor y defensor de jóvenes lesbianas, gais, bisexuales y transgénero (LGBT) sin techo. Fue asesinado en la calle, en Harlem. El Ali Forney Center para jóvenes LGBT sin hogar lleva su nombre desde su apertura en junio de 2002.

## Biografía
Forney nació en Charlotte (Carolina del Norte) y creció en Brooklyn (Nueva York) por su madre soltera. Relató que se prostituyó por primera vez a los 13 años y que los 40$ que ganó le hicieron sentirse rico, «como Donald Trump». Rechazado por su familia, a los 13 fue colocado en un hogar en grupo, del que pronto escapó. Pasó por diversos hogares de acogida, pero decidió que las calles eran preferibles. Continuó trabajando en la prostitución, a menudo vestido de mujer. Admitió haber usado crack, «porque facilitaba la degradación y el miedo a venderse a sí mismo». Fue arrestado y encarcelado muchas veces.
Con 17 años se unió al programa Safe Horizon Streetwork, en el que asesores le ayudaron a conseguir una tarjeta de la seguridad social y una tarjeta médica. Completó su educación básica y, en el momento de su muerte, había comenzado a trabajar con el personal para ayudar a otros jóvenes sin techo. Cuando cumplió los 18, recibió una indemnización por un accidente de coche que había tenido de niño, pero permaneció sin tener contacto con su familia. Tras cumplir los 19, dejó de poder ir a dormir a los albergues para jóvenes sin hogar. Orgulloso de no haberse contagiado del VIH, se convirtió en un buen consejero y promotor de las prácticas sexuales seguras, llevando preservativos en los bolsillos y ofreciéndolo a los traficantes de drogas. Comentó que, «Me convertí en un educador de pares porque veo a tantas personas infectadas con el VIH haciendo la calle. Incluso ahora, hay personas que no saben cómo usar un condón.» En 1996 fue invitado a San Francisco para informar a los trabajadores sociales sobre las necesidades de los jóvenes transgénero sin hogar.
El 5 de diciembre de 1997, a las 4 de a mañana, fue encontrado muerto con un tiro en la acera, delante de un proyecto de vivienda social en East 131st Street. Según el New York Times, fue el tercer joven transgénero prostituido asesinado en Harlem en 14 meses. El asesinato nunca fue resuelto. Un número inusualmente elevado de personas atendieron el servicio fúnebre en honor de Forney: 70 o 75 personas.

## Centro Ali Forney
Cuando Carl Siciliano creó un centro para jóvenes LGBT sin hogar en Nueva York en 2002, lo llamó «Ali Forney Center» en su honor. El Centro Ali Forney (AFC) abrió en junio de 2002, sirviendo principalmente a los jóvenes de Manhattan y Brooklyn de edades entre 16 y 24 años, ofreciendo un refugio seguro y otras ayudas, además de consejo y asesoría de las familias si es necesario.
El «Ali Forney Day Center» es el punto de entrada del programa de jóvenes sin hogar, ofreciendo información a nivel de la calle, cuidados médicos primarios, pruebas del VIH, evaluación y tratamiento de la salud psicológica, comida y duchas, un programa de ayuda al empleo y referencias para conseguir alojamiento. El «AFC Emergency Housing Program» ofrece una serie de programas de alojamiento de emergencia, con sedes en Manhattan y Brooklyn. El AFC ofrece alojamiento temporal en apartamentos seguros y supervisados por el personal. Los jóvenes pueden residir hasta seis meses, mientras se les ayuda a conseguir alojamiento más permanente. El AFC tiene 4 apartamentos de urgencia y un total de 49 camas. Por otra parte, el programa «AFC Transitional Housing» ofrece 6 lugares distribuidos en Brooklyn y Manhattan a 40 jóvenes durante hasta dos años, mientras se les ayuda a conseguir y mantener un trabajo, a la vez que siguen con su educación, de forma que puedan moverse a sus propios alojamientos. El AFC ofrece un total de 89 camas.
Beatrice Arthur, una de las protagonistas de la serie televisiva Las chicas de oro, dejó 300 000 al AFC para ayudar a jóvenes LGBT sin techo. El grupo de músicos «The Friends Project» realizaron una versión de «That's what friends are for», en la que aparecían Alan Cumming, David Raleigh, Billy Porter y Ari Gold. La canción fue producida y arreglada por el cantante australiano Nathan Leigh Jones y fue dirigida por Michael Akers.
En septiembre de 2007, la revista The Advocate realizó un amplio reportaje sobre el centro.